# Skógar
Skógar (islansk skov) er en lille bygd med 25 indbyggere som ligger syd for de to gletsjervulkaner Eyjafjallajökull og Mýrdalsjökull i den sydislandske kommune Rangárþing eystra og ligger i en højde af 4 m over havet. Fra Skógar er der 30 km til Vík í Mýrdal og 154 kilometer til Reykjavík. Hotellet der ligger mellem Skógar og Hvolsvöllur er åbent fra 10 juni til 25 august har restaurant og 34 værelser.
Rangárþing eystra Kommune, der ligger ved Hringvegur (ringvejen) har et areal på 1.841 km² og 1762 indbyggere (2009) blev den 16. marts 2002 dannet af de tidligere landkommuner Austur-Eyjafjallahreppur, Vestur-Eyjafjallahreppur, Austur-Landeyjahreppur, Vestur-Landeyjahreppur, Fljótshlíðarhreppur og Hvolhreppur. Kommunens største bygder er Hvolsvöllur og Skógar.
Skógar har folkeskole og et lokalmuseum. Elven Skógá munder nogle kilometer fra bygden ud i Atlanterhavet.
Navnet Skógar tyder på- at der formodentlig engang i fortiden har været skove i området.
Et af de mest kendte seværdigheder i Skógar er det 60 meter høje vandfald Skógafoss.
Fra Skógar begynder vandrevejen Laugavegur, der går over Fimmvörðuháls og over Þórsmörk til området Landmannalaugar.

## Friluft og lokalmuseet: Byggðasafnið að Skógum
Museet blev grundlagt i 1949 og har åbent hele året. Fra hovedsagelig det 19 århundrede er der blandt andet en gård bygget af tørv, en skole og flere andre bygninger. Kirken der blev indviet 1998 er indvendig indrettet med inventar fra områdets nedlagte kirker. Der er endvidere et museum med veteranbiler, både og små flyvemaskiner og en stor museumsbygning med brugsgenstande, kunsthåndværk og malerier.
Et af udstillingsgenstandene er ottemandsrobåden Pétursey der også er udstyret med sejl og fungerede som fiskebåd.

## Galleri
- Skógar Museum
- Fiskerbåden Pétursey
- þórður Tómasson (1921-2022), museets grundlægger